# اوتدلنیه سووخوزای دوم
اوتدلنیه سووخوزای دوم (به لاتین: 2nd otdelenie sovkhoza) یک منطقهٔ مسکونی در روسیه است که در داغستان واقع شده‌است.